# 多瑙伊·翁陶尔
多瑙伊·翁陶尔（匈牙利語：Dunai Antal，1943年3月21日—），匈牙利男子足球运动员。他曾代表匈牙利参加1964年、1968年和1972年夏季奥林匹克运动会足球比赛，共获得一枚金牌和一枚银牌。